# The Dying Race
The Dying Race ist das einzige Album der deutschen Power-Metal-Band Crows.

## Veröffentlichungen
The Dying Race erschien 1991, im Jahr der Bandauflösung, auf dem europäischen sowie japanischen Markt. Crows hatten bis dahin lediglich einige Demos und einen Samplerbeitrag veröffentlicht. Auf einer unbetitelten Aufnahme aus dem Jahr 1990 befanden sich bereits die Stücke We Are the Storm und Insanitiy Defense.
2013 folgte durch Divebomb Records auch eine Veröffentlichung in den Vereinigten Staaten, die zusätzlich sieben Bonustitel, darunter die Lieder des Demos The Legions aus dem Jahr 1989, enthielt.

## Titelliste
1. The Frantic Factor  – 3:26
2. Too Proud To Fight – 4:23
3. We Are The Storm – 3:51
4. “Four” – 4:25
5. East Of Eden – 4:09
6. Change The Border – 6:21
7. Insanitiy Defense – 6:22
8. The Dying Race – 3:45

(Musik und Texte: Crows)
Die Wiederveröffentlichung aus dem Jahr 2013 enthielt zusätzlich die Titel:
1. 4 – 4:59
2. Hungry – 3:31
3. Medusa – 4:58
4. The Legions – 9:16
5. Back to Back – 5:56
6. Cover of Ruin – 5:22
7. Angels Cry – 5:39

## Liedinformationen
Das Album ist musikalisch durchweg dem Power Metal zuzuordnen, der Gesang ist mit leichtem Nachhall unterlegt. Too Proud to Fight, Change The Border und Insanitiy Defense sind fast gänzlich im langsamen, die weiteren Stücke dagegen überwiegend im mittleren Tempo gehalten. Gitarrensoli werden regelmäßig eingesetzt. 
In den Texten widmet sich die Band den Ureinwohner Amerikas sowie ihrer Verdrängung und der Zerstörung ihrer Kultur durch europäische Einwanderer. Das lyrische Ich spricht dabei regelmäßig aus Sicht der Unterdrückten, es werden Formulierungen wie "quick mutilation of instincts and feeling – rape our talents to survive" (dt.: "rasche Verkümmerung von Instinkten und Gefühlen – Vergewaltigung unseres Talentes zu Überleben" in East Of Eden), "march on like a lamb, in the arms of the slaughter" (dt.: "wie ein Lamm in die Arme des Schlachters marschieren" in Change The Border) und "Do you know there's hunger? Imagine that there's deadly pain!" (dt.: "Weißt du, dass Hunger herrscht? Stelle dir vor, dass es Todesschmerzen gibt!" in Insanitiy Defense) genutzt. Mit Ausnahme von Insanitiy Defense sind die Strophen der einzelnen Lieder meist kurz gehalten und bestehen häufig nur aus zwei bis vier Zeilen.
„Four“ enthält Auszüge aus The New Colossus sowie einen Verweis auf Kanaan.

## Gestaltung
Das Cover zeigt in Frontalansicht einen Indianer mit Kopf- und Halsschmuck. Seine rechte Gesichtshälfte ist von einer an zersplittertes Glas erinnernden Grafik verdeckt. Daneben sind zwei Krähen zu sehen.
Einen visuellen Verweis auf die indianische Kultur gaben Crows bereits mit dem Demo The Legions, auf dessen Cover die idealisierte Darstellung eines Traumfängers mit integriertem Bandlogo und einer darauf sitzenden Krähe zu sehen war.

## Rezeption
Götz Kühnemund vergab in seiner Rezension in der 55. Ausgabe des Rock Hard 8 von 10 Punkten und lobte "wie eingängige Melodien mit schnellen Riffs verknüpft werden". Ferner hob er "die sehr saubere und melodische Gesangsführung" sowie die "kräftige Instrumentierung" hervor.
Auf Rate Your Music ist das Album inkl. der Neuveröffentlichung von 2013 mit 3,55 von 5 möglichen Punkten bewertet, verteilt auf 77 Kritiken.
Die Gesamtbewertung aller Ausgaben auf Discogs liegt, gemessen an 28 Kritiken, bei durchschnittlich 4,11 von 5 Punkten.